# Iglói járás

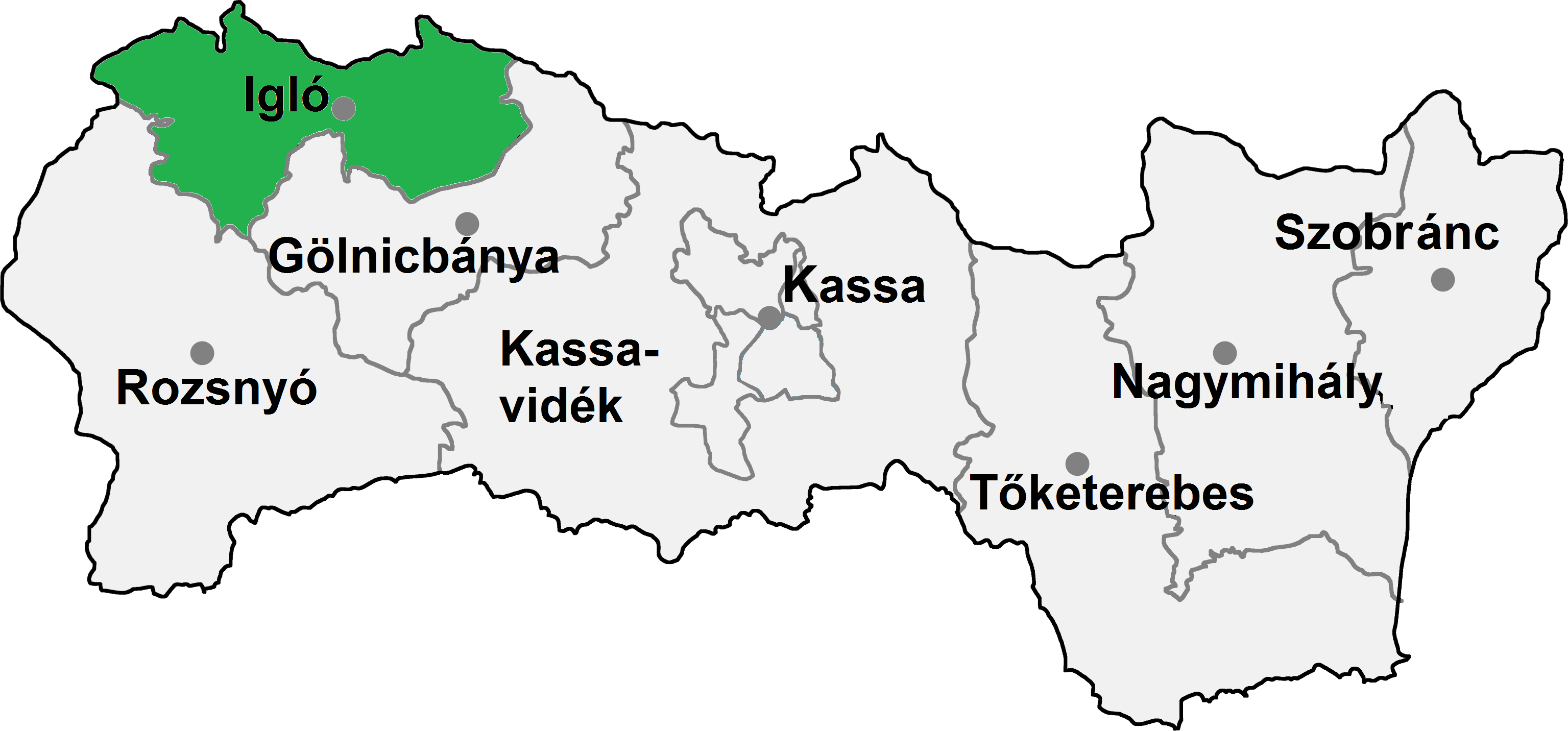
Az Iglói járás

Az Iglói járás (Okres Spišská Nová Ves) Szlovákia Kassai kerületének közigazgatási egysége. Területe 587 km², lakosainak száma 93 516 (2001), székhelye Igló (Spišská Nová Ves). Területe nagyrészt az egykori Szepes vármegye területére, kis rész az egykori Gömör és Kishont vármegye területére esik.

## Népessége
| Év:            | 1994.  | 2004.   | 2014.   | 2024.   |
| -------------- | ------ | ------- | ------- | ------- |
| Emberek száma: | 88 693 | 95 144  | 98 869  | 98 670  |
| Eltérés:       |        | +7,27 % | +3,91 % | -0,20 % |

| Év:            | 2023.  | 2024.   |
| -------------- | ------ | ------- |
| Emberek száma: | 98 556 | 98 670  |
| Eltérés:       |        | +0,11 % |

## Az Iglói járás települései
- Arnótfalva (Arnutovce)
- Ágostháza (Bystrany)
- Betlenfalva (Betlanovce)
- Detrefalva (Olcnava)
- Dénesfalva (Danišovce)
- Haraszt (Chrasť nad Hornádom)
- Hernádmáté (Matejovce nad Hornádom)
- Hernádtapolca (Teplička)
- Hollópatak (Mlynky)
- Igló (Spišská Nová Ves)
- Illésfalva (Iliašovce)
- Káposztafalva (Hrabušice)
- Kolinfalva (Kolinovce)
- Korompa (Krompachy)
- Létánfalva (Letanovce)
- Leszkovány (Lieskovany)
- Márkusfalva (Markušovce)
- Kisolsva (Oľšavka)
- Nyilas (Hnilec)
- Ötösbánya (Rudňany)
- Pálmafalva (Harichovce)
- Szalánk (Slovinky)
- Szepesárki (Jamník)
- Szepesedelény (Odorín)
- Szepeskárolyfalva (Kaľava)
- Szepeskörtvélyes (Spišský Hrušov)
- Szepesnádasd (Hincovce)
- Szepesolaszi (Spišské Vlachy)
- Szepespatak (Hnilčík)
- Szepessümeg (Smižany)
- Szepestamásfalva (Spišské Tomášovce)
- Szlatvin (Slatvina)
- Vereshegy (Poráč)
- Vitfalva (Vítkovce)
- Vojkfalva (Vojkovce)
- Zsigra (Žehra)